# جووانی کورچاتا
جووانی کورچاتا (ایتالیایی: Giovanni Crociata؛ زادهٔ ۱۱ اوت ۱۹۹۷) بازیکن فوتبال اهل ایتالیا است.